# Présidence de Paul Deschanel
Président de la République française
Présidence de Raymond Poincaré Présidence d'Alexandre Millerand
La présidence de Paul Deschanel en tant que 11e président de la République française dure du 18 février au 21 septembre 1920. Président de la Chambre des députés, Deschanel se porte candidat à la magistrature suprême face à Georges Clemenceau et l'emporte très largement sur son adversaire. Succédant à Raymond Poincaré, son bref passage au pouvoir est marqué par un effacement de la fonction présidentielle et par des ennuis de santé qui le poussent à donner rapidement sa démission. Maxime Tandonnet range Paul Deschanel parmi les présidents qui, « portés au plus haut niveau parfois sans l'avoir demandé, [se sont] trouvés confrontés à des événements qui les ont dépassés ».

## Élection présidentielle de janvier 1920
Élu député d'Eure-et-Loir en 1885, Paul Deschanel est président de la Chambre des députés au moment de se porter candidat à l'élection présidentielle de 1920. Affilié aux républicains modérés, il n'a jamais caché son ambition de devenir un jour président de la République, fonction pour laquelle il se sent des capacités. Cette fois, il a face à lui le président du Conseil Georges Clemenceau, au faîte de sa gloire depuis la fin de la Première Guerre mondiale et dont la victoire semble acquise. Cependant, le « Tigre » fait l'objet de critiques en interne, notamment de la part de parlementaires qui craignent que son prestige ne renforce excessivement les pouvoirs de la présidence et qui lui reprochent la façon dont il a négocié les accords de paix de Versailles. De son côté, Deschanel parvient à rassurer sur ses intentions en matière religieuse et reçoit le soutien d'Aristide Briand qui milite activement en sa faveur. Le 16 janvier, Deschanel, soutenu par les socialistes, les catholiques et par une partie des républicains modérés, obtient 408 voix contre 389 à Clemenceau. Celui-ci se retire alors de la course après ce scrutin préliminaire, et Deschanel est élu triomphalement le 18 janvier avec 734 voix.